# RNK Split
Radnički nogometni klub Split hrvatski je nogometni klub iz Splita. Trenutačno se natječe u 1. ŽNL Splitsko-dalmatinskoj.

## Povijest

### Početak
Osnovan je 16. travnja 1912. godine u Splitu pod imenom HRŠD "Anarh", u Plinarskoj ulici u Velom Varošu – u kući na broju 7. Službeno se uspijeva registrirati 25. srpnja 1912. godine. Samo ime kluba govori o prisutnosti ideje anarhizma među siromašnim pučanstvom – radnicima i težacima, a pogotovo kod tadašnje napredne omladine. 
Za osnivača kluba uzima se Šimun Rosandić koji je jednom prilikom izjavio: 
" Mi učenici Muške zanatske škole – maranguni – odlučili smo osnovati nogometni klub. Igrali smo za gušt, ali i iz protesta prema svakom zlu. Dugo smo smišljali kako dati ime klubu, meni je prvome palo napamet ime – Anarhist! Poslin smo ga skratili u Anarh. Učinilo mi se da je to najbolje ime, jer je ono u sebi imalo i – ništo drugo! A šta drugo? E, neka to drugi misle! ".
RNK Split, koji je sljednik Anarha, često zovu "mlađi" nogometni klub u Splitu jer je osnovan godinu dana poslije Hajduka. Anarh je svoje utakmice igrao najčešće na Musinoj livadi gdje su se učenici Zanatske škole i inače okupljali. 

Nakon sarajevskog atentata na Franju Ferdinanda, u praskozorje Prvoga svjetskoga rata "Anarhovci" su odbili izvjesiti zastavu s crnim florom, što je vlastima bilo dovoljno za ispunjenje onoga čime su i stalno prijetili – raspustili su klub.

### Između dva svjetska rata

#### Zabrane djelovanja i promjene imena
Završetkom rata, 25. siječnja 1919. Anarh obnavlja svoje djelovanje pod istim, starim imenom – Anarh. U tadašnjem splitskom dnevnom listu Novo doba pozvani su svi nekadašnji članovi "radi ustanovljenja jednog radničkog kluba". Svoju športsku aktivnost Anarh je počeo 16. ožujka 1919. prvom utakmicom s Hajdukom, izgubivši rezultatom 11:0. Potom su odigrali još nekoliko utakmica (Hajduk, Uskok, britanski ratni brod Ceres), te jedan lokalni turnir. Na završnoj utakmici toga turnira s Hajdukom zbili su se neredi i tučnjava, pa nove vlasti, koje ionako nisu blagonaklono gledale djelovanje njima nepoćudnog kluba, u travnju 1919. Anarhu zabranjuju rad. 
 Odmah nakon zabrane, održava se skupština kluba (u travnju 1919. g.), na kojoj se osniva novi klub. Odabire se i novo ime, JSNK Jug. Mjesni tisak zabilježio je da je Anarh, odnosno Jug, tijekom 1919. g. odigrao 21 utakmicu, postigao 57, a primio 37 zgoditaka. Najviše pogodaka postigao je kapetan momčadi Toma Madirazza. Službeno, Jug je počeo djelovati početkom prosinca 1919. godine, o čemu javlja i lokalni tisak – splitski list Život (5. prosinca 1919.).

#### Jug osvaja prvo prvenstvo SNP
U novu 1920. godinu, Jug je ušao s još ozbiljnijim planovima i zadacima ustanovljenim na sjednici Skupštine kluba održanoj 18. siječnja 1920. g. Osim nogometne, osnovana je i tamburaška, lakoatletska, te bejzbol sekcija. Prvu nogometnu utakmicu u 1920. g. Jug je odigrao protiv JNK Split 7. ožujka 1920. rezultatom 3:3. Istoga toga dana osnovan je i Splitski nogometni podsavez, pa je Jug među prvima postao redoviti član Podsaveza, a nekoliko njegovih članova birani su u odbor podsaveza. 
Prvo prvenstvo Podsaveza započelo je 22. ožujka 1920. g., a završilo početkom srpnja iste godine. U prvenstvu je sudjelovalo pet splitskih klubova (Borac, Hajduk, Jug, Split i Uskok). Prvenstvo je osvojio JSNK Jug koji je pobijedio sve protivnike, čime je postao prvi prvak Dalmacije i Crne Gore, jer se nacionalno prvenstvo Kraljevstva SHS nije ni odigralo.

Drugo podsavezno prvenstvo odigrano je u jesen 1920. g. s tim da je drugi dio odigran u proljeće 1921. g. Na kraju prvenstva, Jugu je pripalo drugo mjesto.

#### Spaljivanje barake i zabrana kluba
Ranijom promjenom imena Anarh u Jug, klub ne prestaje biti trn u oku tadašnjih vlastodržaca. Dana 21. srpnja 1921. splitski orjunaši, na vijest o atentatu na tadašnjeg ministra unutrašnjih poslova Milorada Draškovića, krenuli su u bijesne demonstracije i fizičke obračune sa svojim neistomišljenicima po gradu. Nakon što su pretukli nekoliko uglednijih Splićana došlo je do sukoba u Velom Varošu s radnicima i težacima koji su bili okupljeni slaveći lokalni blagdan svete Mande. Nakon žestokog obračuna, orjunaši, koje je štitila policija, zapalili su prostorije i baraku Juga. Izgorio je sav klupski inventar, oprema, dokumentacija... Odmah potom, 1. kolovoza 1921., slijedi zabrana kluba od strane policije. 
 Jugaši 24. kolovoza 1921. osnivaju novi klub, JŠK Slavija, ali im vlasti zbog, kako je bilo navedeno, "proturežimske djelatnosti" ne odobravaju pravila tj. ne dopuštaju registraciju kluba. Zbog toga Slavija nije mogla sudjelovati u natjecanjima tijekom druge polovice 1921. U studenome 1921. vlasti donose odluku o raspuštanju Slavije. Poučeni iskustvom o stalnom onemogućavanju registracije kluba, Jugaši se odlučuju na spajanje s nekim već postojećim klubom, koji se natječe u SNP. Odlučeno je da to bude dotadašnji SK Split. 

#### Veliki uzlet Borca
Ni taj klub nije dugo postojao. 18. svibnja 1924. zabranjen je rad "prvoga" Splita. Splićani sada ulaze u JŠK Borac, klub koji je postojao već pet godina (osnovan 1919.). Uređuje se i nogometni teren na istoku grada, pored samostana Sv. Klare na Bačvicama. Igralište je otvoreno za Praznik rada, 1. svibnja 1926.  Slijedi nova zabrana, u listopadu 1928. Oduzet im je i nogometni teren, pa se klub našao u situaciji u kojoj je bio kada je tek osnovan Anarh. Glazbeno športsko društvo Dalmacija, tj. njegova nogometna sekcija, novo je utočište članova Borca. I to je postojanje bilo kratkog vijeka. Uvođenjem tzv. Šestosiječanjske diktature, odredbom od 23. siječnja 1929. ukinuta su sva radnička športska društva u državi, pa je tako ukinuta i GŠD Dalmacija. U kratkom periodu nekadašnji Jugaši su pod imenom novog kluba Dalmacija uspjeli odigrati samo jednu utakmicu –protiv Hajduka (10:1). U proljeće 1929. bivši članovi Borca pristupaju novom klubu – splitskom HAŠK-u. Naziv Hrvatski amaterski športski klub posebno je smetao tadašnjoj policiji. Policija proziva klupsko vodstvo zbog hrvatskoga imena, pa se održava skupština kluba u kojoj HAŠK sredinom siječnja 1930. mijenja ime u JŠK Split.

#### Osnovan je Split
Prva skupština kluba pod novim, i pokazat će se trajnim imenom, održana je 21. rujna 1930. u kavani Zora u Krešimirovoj ulici. Ambiciozna i iskusna uprava odmah se dala na posao. 
Klupske boje 1932. bile su bijela i crna, a klupska adresa Kačićeva 7.
Već 1932. godine osvojeno je novo prvenstvo SNP. Time je momčad Splita stekla pravo na kvalifikacije za viši razred. Utakmice protiv zagrebačke Viktorije, Maribora, apatinske Tri zvijezde i pobjede nad njima, osigurali su Splitu ulazak u najviši razred natjecanja u tadašnjoj Kraljevini Jugoslaviji – tzv. Nacionalnu ligu.

Splitu ipak nije bilo suđeno tada zaigrati u elitnom razredu. Gotovo polovicu godine 1934. trajali su u Jugoslavenskom nogometnom savezu prijepori i nesuglasice glede budućeg izgleda prvoligaškog razreda. U srpnju iste godine došlo je do dogovora da se odigraju nove kvalifikacije u kojima moraju sudjelovati svi klubovi koji su bili članovi Nacionalne lige i oni koji su pretendirali na članstvo u njoj. Ponovljene kvalifikacije započele su 15. srpnja, a završile 18. studenog 1934. g. Sudjelovala su 22 kluba podijeljena u 5 skupina.
Split je bio smješten u trećoj skupini zajedno s Hajdukom i dva sarajevska kluba – SAŠK-om i Slavijom. Splitski Crveni, teško oslabljeni pozivom većini igrača na odsluženje vojnog roka i ozljedama većine preostalih igrača nisu mogli više postići, nego časno zauzeti posljednje, četvrto mjesto u skupini.
Tih godina klub razvija i druge vidove športske djelatnosti. Svojom aktivnošću isticala su se šahovska i atletska sekcija. Klub dobiva i nove klupske prostorije. Otvorene su 1937. g. u kući Rožić u Zoranićevoj ulici.

#### Prvi put prvoligaši
U sezoni 1938./39. četvrti put za redom Split je bio prvak Dalmacije, što mu donosi plasman u novoosnovanu Hrvatsko-slovensku ligu. Nastupajući 1939./40. u toj ligi, Split igra svoju prvu prvoligašku sezonu u svojoj povijesti, u društvu Hajduka, Građanskog, Concordije, HAŠK-a... U ukupnom plasmanu Crveni su zauzeli 7. mjesto. Sljedeće godine – 1940./41. igraju u Hrvatskoj nogometnoj ligi koja je stvorena nakon uspostave Banovine Hrvatske i zauzimaju 6. mjesto.
U srpnju 1940. Split se spaja s nogometnim klubom Majstor s mora (bivši Vuk). Time je ponovo stekao vlastito igralište koje se nalazilo na mjestu gdje je danas Park Emanuela Vidovića. Prvu službenu utakmicu na sada vlastitom igralištu Crveni su odigrali 25. kolovoza 1940. protiv zagrebačkog Željezničara (2:1).

### Ratni vihor
Približavanjem Drugog svjetskoga rata na naše prostore, otkazana je i skupština kluba koja se trebala održati u ožujku 1941. Početkom rata, zamire aktivan športski život u gradu Splitu. Ipak, 20. svibnja 1941. g. na igralištu Hajduka, pred 1500 gledatelja odigrana je utakmica kombiniranih momčadi Hajduka i Splita. Pobijedio je Split rezultatom 2:1. 
 Malo potom, vjerojatno krajem lipnja 1941., na sastanku u restoranu Maksimir raspušteno je cjelokupno športsko društvo – RSD Split. 
U kolovozu 1941. godine mnogi igrači i drugi pripadnici RSD Split odazivaju se pozivu za borbu protiv okupatora. Pred večer 11. kolovoza 1941. iz Splita kreće naoružana jedinica, kasnije poznata kao Prvi splitski partizanski odred. Velik broj ih je poginuo ili zarobljen nekoliko dana kasnije, 14. kolovoza u borbama kod sela Košute blizu Sinja. U Sinju su potom, odlukom prijekog suda osuđeni na smrt i strijeljani 26. kolovoza na predjelu Ruduša kod Sinja. Trinaest Splitovaca izgubilo je živote u redovima Prvog splitskog odreda. 

U sjećanje na pale Splićane, podignut je na tom mjestu spomenik. 

Talijanski okupator odmah nakon stradavanja Odreda provodi istragu i uhićenja po Splitu. Među brojnim privedenim članovima RSK Split bio je i zadnji prijeratni predsjednik kluba dr. Petar Nisiteo. Suočeni sa sve žešćim i smjelijim otporom u gradu Splitu, talijanske okupacijske vlasti šalju u internaciju u Italiju poveću grupu osumnjičenih Splićana, među njima i dugogodišnjeg tajnika kluba Antu Krstulovića Snagu. U internaciji, u logoru na Liparskim otocima u travnju 1942. umire od posljedica mučenja Bogdan Srdelić, poznati Splitov igrač iz 20-ih godina. 

Preko 120 članova RSD Split izgubilo je živote tijekom Drugog svjetskog rata.

### Nakon Drugog svjetskog rata

#### Obnova Splita
Nakon rata pokrenuta je inicijativa za obnovu nogometnog kluba Split. Sastanak inicijativnog Odbora održan je 17. kolovoza 1945. u Sumića trafici u Marmontovoj ulici. Osnivanjem Fiskulturnog društva Split 23. rujna 1945. u kinu Eden (kino Marjan) obnovljeno je djelovanje i nogometne sekcije. Toga dana odigrana je i prva poslijeratna nogometna utakmica. Na Hajdukovom igralištu igrali su Split i Šibenik (2:0), pred 2500 gledatelja.

#### Prve poratne godine
Sredinom 1946. odigrano je prvo poslijeratno prvenstvo Hrvatske. Da bi prvenstvo organiziralo, prišlo se ubrzanom održavanju lokalnih kvalifikacija. 20. siječnja 1946. započelo je prvo poslijeratno Prvenstvo grada Splita. Sudjelovale su tri ekipe: Hajduk, Split i momčad Jugoslavenske mornarice (kasniji Mornar). Nakon dodatnih kvalifikacija na razini Dalmacije, Split je izborio sudjelovanje u Hrvatskoj ligi, zajedno s Hajdukom i Dinamom. Splitski Crveni bili su sedmi od ukupno osam klubova. 

U sezoni 1946./47. Split je bio treći u Prvenstvu Hrvatske, a u jesenskom dijelu sezone 1947./48. bili su drugi u Četvrtoj zoni prvenstva Hrvatske. Pred kraj 1947. dolazi do reorganizacije modela športa. Unatoč ranijem snažnom protivljenju splitskih političkih i športskih rukovoditelja, proveden je sovjetski model športskih organizacija. Tako se nogometna sekcija Fiskulturnog društva Split zajedno s cijelim FD-om od 1. prosinca 1947. spaja s FD Hajduk, a novo, "zajedničko" Fiskulturno društvo nosi ime Hajduk. 

Krajem 1949. raspušta se FD Hajduk i osniva se 7. studenoga 1949. Sportsko društvo "Vicko Krstulović". U siječnju 1952. opet dolazi do promjene imena kluba. "Vicko" postaje Sportsko društvo Arsenal. Nakon nepunih godinu dana, u prosincu 1952. SD Arsenal postaje Radničko sportsko društvo Split. 

Godine 1952. počinje izgradnja Splitovog stadiona oko već ranije izgrađenog nogometnog igrališta. Gradi se stubasto gledalište oko terena za nogomet, atletska staza, igralište košarke i odbojke, kao i druga lakoatletska borilišta. Projektant je ing. arh. Vuko Bombardeli. 1955. završava prva faza izgradnje stadiona. Osim glavnog terena izgrađen je i pomoćni teren, te novi klupski dom.

#### Uspon Splita
U natjecateljskom razdoblju od 1953. do 1957. Splićani su od lokalne lige za samo pet godina stigli su do elitnog razreda – Prve savezne lige. 1953. bili su prvaci u prvenstvu Splitskog nogometnog podsaveza. Kao prvaci Dalmacije ostvaruju plasman u Hrvatsko-slovensku ligu, gdje 1953./54. zauzimaju peto mjesto, a 1954./55. ulaze u drugu ligu. 
 Krajem 1954. Crveni počinju koristiti novoizgrađeno igralište na tadašnjem splitskom predjelu Turska kula. Ipak igralište je bilo neuvjetno za više rangove natjecanja, pa će se Splitovci još dugo godina koristiti Hajdukovim igralištem kad se budu odigravale prvenstvene utakmice. 
 U drugoj ligi 1955./56. bili su četvrti, a sljedeće godine 1956./57. osvajaju prvo mjesto sa 6 bodova prednosti ispred Šibenika.
Prvo mjesto donijelo im je mogućnost da kroz kvalifikacije ostvare plasman u prvoligaško društvo. U kvalifikacijama su bili drugi, plasman im, u sezoni 1957./1958., donosi prvi nastup u Prvoj saveznoj ligi.

#### Dva puta prvoligaši
Nastupajući u sezoni 1957./58. Splićani su zauzeli 11. mjesto od 14 klubova. Odlukom o smanjenju lige na 12 klubova, elitni razred morala su napustiti četiri kluba. Splitu je nedostajao jedan jedini gol da ostanu u Prvoj ligi.
Spletom okolnosti ulogu u Splitovu ispadanju imao je kasniji hrvatski izbornik Miroslav Blažević. Igrale su se dodatne kvalifikacije za ostanak u Prvoj ligi protiv Sarajeva i Proletera. Za Sarajevo je nastupao Blažević, premda je ranije bio pod suspenzijom od strane Lokomotive za koju je prije nastupao, što je verificirao Zagrebački nogometni savez te Blažević nije imao pravo nastupa. Utakmica je završila 0:0. Split je uložio žalbu, ali utakmica nije poništena odnosno registrirana 3:0 za Split kako je bilo za očekivati i Split je ostao bez tog dragocjenog boda koji je otišao Sarajevu. U drugoj ligi igraju sljedeće dvije godine. U sezoni 1958./59. bili su treći, a sljedeće godine – 1959./60. ponovo osvajaju prvo mjesto s 5 bodova prednosti ispred zagrebačke Trešnjevke. Nova prvoligaška sezona 1960./61. nije bila uspješnija od prijašnje prvoligaške. Do ostanka u društvu najboljih nedostajao im je bod. RNK Split ispao je i više nisu ostvarili povratak u Prvu ligu. Te godine 1961. u poluzavršnici kupa Jugoslavije Split je izgubio u Skoplju od Vardara 2:5.

#### Druga liga, dalmatinska zona
"Povratničku" sezonu 1961./62. Splitovci su okončali na 7. mjestu. U sezoni 1962./63. Crveni su ispali iz 2. lige. Dogodine, 1963./64. – klub se vratio u 2. ligu, igrao još dvije sezone, te 1965./66. ponovo ispao u dalmatinsku zonu. U drugoligaško društvo vraćaju se već iduće sezone 1966./67. Sljedećih 6 natjecateljskih sezona zadržavaju drugoligaški status, ostvarujući osrednje plasmane (od 7. do 14. mjesta od ukupno 18 klubova). U natjecateljskoj sezoni 1972./73. ispali su u Hrvatsku ligu – treći rang natjecanja. U sedam natjecateljskih sezona – od 1973./74. pa do 1979./80.  većinom su bili plasirani u sredini tablice. Sezone 1980./81. ispali su u Dalmatinsku ligu, u 4. natjecateljski rang. Ipak, već sljedeće godine 1981./82. osvojivši drugo mjesto, kroz kvalifikacije uspijevaju se vratiti u viši razred, Hrvatsku ligu. Nova sezona 1982./83. u višem razredu donijela im je u konačnici 6. mjesto.

#### Drugoligaši i ponovo niži razred
U sezoni 1983./84. izborena je Druga savezna liga, a nastupajući u višem razredu klub je dugo vremena u "igri" za prvo mjesto. Splita su prozvali i "Mali Nottingham", uspoređujući ga sa slavnim engleskim klubom, Nottingham Forestom. Pred kraj su posustali i propustili priliku generacije.
U drugoj ligi Split je igrao još dvije sezone, da bi 1986./87. izgubio drugoligaški status. U novoj sezoni 1987./88. reorganiziran je sustav natjecanja, pa su kao treći rang natjecanja uspostavljene međurepubličke lige. RNK Split se našao u Međurepubličkoj ligi – Zapad. U sezoni 1990./91. Crveni su ispali i iz te lige, ali raspad bivše države 1991. povlači i nestajanje dotadašnjeg ligaškog sustava. Split postaje hrvatski drugoligaš.

#### Neovisna Hrvatska
Stvaranjem Hrvatskog nogometnog saveza i formiranjem natjecateljskih liga, Splitu je nanesena teška nepravda[nedostaje izvor]. Odlukom HNS-a, u prvoligaško društvo primljena je NK Istra iz Pule. Cilj te odluke je bio da Istra kao regija dobije prvoligaša. NK Split, koji je bio više rangiran od Puljana zaobiđen je i nastupio je 1991./92. u Drugoj hrvatskoj ligi.
U sezoni 1992./93. ponovno se Split borio za ulazak u Prvu ligu. U borbi između Splita, NK Solina i Primorca, novi prvoligaš postao je Primorac iz Stobreča. U iduće tri sezone, od 1993./94. do 1995./96. Splićani su postigli osrednje plasmane. U godini 1996./97. bili su prvaci 2. lige – Jug. Ukidanjem 1.B HNL iste te godine Splićani ostaju u 2. HNL – Jug. Novu priliku za ulazak u Prvu ligu imali su Splitovci 1997./98., ali u kvalifikacijama nisu prošli. Novi sustav natjecanja 1998./99. donosi jedinstvenu drugu ligu u kojoj je "Split" zauzeo peto mjesto.
Godinu poslije, u sezoni 1999./2000. dolazi do velikog nagomilavanja dugova koji dovode do situacije u kojoj se provodi stečaj NK Split. Klub je na kraju sezone bio na 15. mjestu i ispao iz Druge lige, potom i iz 3. lige. U sezoni 2006./07. Crveni nisu bili bez prilike za plasman u viši razred natjecanja. Završili su na drugom mjestu iza Neretvanca iz Opuzena. U sezoni 2007./08. Split je osvojio naslov prvaka 4. HNL– Jug, Podskupina A, čime je ostvario plasman u 3. HNL – Jug. Već u prvoj "povratničkoj" sezoni (2008./09.) u 3. HNL – Jug, klub je osvojio prvo mjesto i plasman u 2. HNL. U sezoni 2009./2010. RNK Split osvaja 2. HNL i od sezone 2010./2011. nastupa u 1. HNL. Na kraju sezone 2010./2011. zauzeo je 3. mjesto u 1. HNL, te time ostvario prvi, povijesni plasman u 2. pretkolo Europske lige.

## Dres
Tradicionalno, dres RNK Split je crvene boje. Na gostujućim utakmicama koristi se i bijeli dres.
 Tijekom svoje povijesti Split je relativno često mijenjao izgled dresa, iako je većinom prevladavala crvena boja. Česte zabrane, promjene imena, besparica uvjetovale su i te promjene.
U desetljeću nakon hrvatskog osamostaljenja 1991. godine, dolaze novi ljudi u čelništvo "Splita". Među raznim promjenama kojim su htjeli stvoriti nov izgled kluba, bila je i promjena boje dresa. U svibnju 1996. (14. svibnja u Solinu) uveden je okomito-prugasti plavobijeli dres po uzoru na prvi dres kluba daleke 1912. godine kada je osnovan Anarh. 
 Ipak, nakon nekoliko godina, 7. listopada 2001. godine (u Splitu protiv Poljičanina) uprava se vraća crvenoj boji kluba. U svom tradicionalnom crvenom dresu "Split" nastupa i danas.
 U sklopu proslave stogodišnjice osnutka kluba (1912. – 2012.) RNK Split je napravio i svečani dres, u retro stilu. Dva dana prije stotoga rođendana kluba, u takvim dresovima odigrali su prvenstvenu utakmicu protiv Rijeke (2:0).

## Škola nogometa
Tijekom cijele svoje povijest klub je brižljivo njegovao svoj nogometni pomladak – omladinsku školu nogometa iz koje je poniklo mnogo vrsnih nogometaša. Neki od njih ostvarili su zapažene karijere u domovini (Tonči Gulin, Tomislav Ivić), a neki i u inozemstvu (Branko Kraljević, Ivica Vastić, Damir Burić) 

Više od 450 djece pohađa nogometnu školu u svim uzrastima – početničke kategorije, mlađi i stariji pioniri, kadeti, juniori. Podučava ih ukupno 18 trenera.
Juniori Splita bili su više puta pobjednici juniorskog kupa Hrvatske (zadnji put u prvenstvu 2010./11.), te dva puta (2002./03.) amaterski prvaci Juniorskog prvenstva Hrvatske u nogometu (u amaterskim prvenstvima juniora ne sudjeluju juniori klubova iz 1. HNL). Juniorsko prvenstvo Hrvatske osvojili su u sezoni 2014./15.
U proljeće 1994., juniori Splita osvojili su Juniorski kup koji se igrao naknadno, za sezonu 1992./93. U završnoj utakmici u Zagrebu, na stadionu Maksimir pobijedili su juniore Dinama rezultatom 2:4.

Veliki uspjeh postigli su kadeti Splita 1996. godine, osvojivši drugo mjesto u državi. Izgubili su u završnoj utakmici od Hajduka 1:0, dok su pioniri bili treći.
U sezoni 1997./98. juniori su bili drugoligaški prvaci, a sezonu potom, u ponovo reorganiziranoj i preimenovanoj ligi – Trećoj HNL – kadeti i juniori bili su prvoplasirani.
 Od sezone 2008./09. juniori i kadeti RNK Split redovito sudjeluju u Hrvatskoj nogometnoj ligi za juniore i kadete.

## Navijači
Tradicionalnu navijačku podršku nekada je imao u splitskom radništvu. Još prije Prvog svjetskog rata zabilježeni su razni incidenti na utakmicama tadašnjeg Anarha i splitskog autonomaškog kluba Edera između poklonika dvaju klubova. Iako dijelom neprimjereni, novinski članci o navijačkim ispadima najpouzdaniji su dokaz postojanja navijačkog pokreta u korist nekog kluba, u periodu kada se športu u društvu nije davala velika medijska pozornost. Obračuni između navijača raznih klubova, verbalni i fizički bili su česti u gradu Splitu i nakon rata. U periodu 20-ih godina prošlog stoljeća, čestim dobrovoljnim radnim akcijama članovi i simpatizeri Splita, tadašnjeg Borca (kako se u to vrijeme klub zvao) sudjeluju u nastojanju da "svom" klubu pomognu. Izgradnja nekadašnjeg igrališta JNK Borac, na splitskom predjelu Bačvice jedan je od takvih primjera. Žrtvujući svoje slobodne dane, akcije izgradnje održavale su se isključivo nedjeljom, jer drugim danima se moralo raditi u tadašnjim poduzećima. 
 Tijekom 30-ih godina 20. stoljeća, redovito se u ondašnjim tiskovinama (splitsko Novo doba) moglo pročitati o Splitovim vjernim navijačima. Često se iznajmljenim autobusom išlo na gostovanje skupa s igračima, a kada bi interes bio veći, znalo bi se iznajmiti i dodatni autobus. Također je tijekom 1933. zabilježen pokušaj organiziranog odlaska u Zagreb na utakmicu vlakom [nedostaje izvor], ali se od toga ipak moralo odustati. Da je RSK Split imao vatrene navijače svjedoči i varaždinsko Hrvatsko jedinstvo [nedostaje izvor] iz kraja 30-ih, koje donosi opis dramatičnog pokušaja obračuna navijača Splita s Varaždincima.
 Nakon 2. svjetskog rata klub ima veliko "uporište" u splitskom brodogradilištu i u brojnim radnicima "škvera", te među obalnim radnicima poduzeća "Luka i skladišta". Također su i mnogi drugi Splićani s većom ili manjom zagriženošću pratili mlađeg splitskog nogometnog "brata", RNK Split. 
 Brojnost navijača i općenito gledatelja vidi se i po novinskim izvješćima dok je Split igrao svoje prvoligaške sezone. Tada se u Splitovoj drugoj prvoligaškoj sezoni 1960./61. prvi put spominje postojanje grupe navijača Crveni đavoli. Ime su navijači uzeli nadahnuti nadimkom koji je igračima Splita dao tadašnji dužnosnik kluba Davor Štambuk. Kao nadnevak utemeljenja uzima se 14. svibnja 1961. kada je odigrana utakmica Hajduk – Split, a završila je rezultatom 2:0. Na toj utakmici bio je izvješen i transparent: komad bijele plahte s crvenim slovima i crvenim obrubom na dva štapa na kojem je pisalo ime navijačke skupine.
Rastom popularnosti navijačke supkulture krajem 1980-ih i početkom 1990-ih godina organizira se skupina navijača Splita pod "tradicionalnim" imenom Crveni đavoli. Za nadnevak službenog okupljanja uzima se 4. travnja 1994. pred utakmicu protiv Jadrana iz Ploča. 
 Dugogodišnjim propadanjem kluba, ispadanjem u 4. ligu, stečajnim postupkom, zamire i djelovanje navijača. 
 Ponovnim usponom kluba i prijelazom iz 4. HNL u 3. HNL, budi se kod zagriženijih poklonika kluba želja i potreba za navijačim koloritom na utakmicama. 
 U želji da pomognu Splitu i profiliraju ga i kroz navijački pokret, okupila se tijekom sezone 2007./08. nova grupa entuzijasta. Nakon više sastanaka, 18. lipnja 2008. godine skupina žestokih Splitovaca je i formalno osnovala Splitovu navijačku grupu, ponovo uzevši staro ime, Crveni đavoli. Rade se prvi klupski šalovi, kape, transparenti... Osim uobičajenih navijačkih aktivnosti, skupina nastoji svojim doprinosom prikupiti, što je moguće više, klupsku povijesno-arhivsku građu. Rasvijetljavanje i javno prezentiranje prošlosti kluba, koja je zbog raznih događaja i razloga bila potpuno zanemarivana – jedan je od važnih zadataka navijača Splita. 
 Pokrenute su i navijačke novine s raznim temama vezanim uz klub i navijačku udrugu.
Želeći potaknuti igrače svojega kluba na što veće uspjehe, Crveni đavoli ustanovili su nagradu za najborbenijeg i najsrčanijeg igrača RNK Split po imenu Splitski dišpet. Nagrada se redovito dodjeljuje od sezone 2008./09.

Za stotu obljetnicu postojanja RNK Split, 13. travnja 2012., nekolicina navijača izvjesila je veliku crvenu zastavu s klupskim obilježjima na zvonik Svetog Duje, dajući time poseban naglasak stogodišnjici kluba.

## Klupsko rukovodstvo
|                                         | Ime              | U klubu od     |
| --------------------------------------- | ---------------- | -------------- |
| Vlasnici                                |                  |                |
| Vlasnik kluba                           | Slaven Žužul     | proljeće 2008. |
| Vlasnik kluba                           | Jozo Žužul       | proljeće 2008. |
| Organizacija kluba                      |                  |                |
| Predsjednik                             | Slaven Žužul     |                |
| Dopredsjednik                           | Jozo Žužul       |                |
| Športski direktor                       | Tonči Bašić      |                |
| Tehnički direktor                       |                  | 2010.          |
| Tajnik                                  | Željko Sučić     |                |
| Voditeljica marketinga                  | Jelena Ivelić    | 2010.          |
| Voditelj osiguranja                     | Ognjen Žegarac   | 2009.          |
| Glasnogovornik                          | Jerko Trogrlić   | 2010.          |
| Omladinska škola                        |                  |                |
| Direktor omladinske škole               | Darko Butorović  |                |
| Tajnik                                  | Špiro Barbarić   |                |
| Koordinator mlađih uzrastnih kategorija |                  |                |
| Skaut                                   | Vedran Milović   |                |
| Skaut                                   | Ivica Miletić    |                |
| kondicijski trener                      | Robert Boljat    |                |
| trener vratara                          | Vedran Čović     |                |
| Fizioterapeut                           | Tomislav Buljan  |                |
| Treneri igrača                          |                  |                |
| Trener juniora                          | Srđan Mladinić   |                |
| Trener kadeta                           | Goran Sablić     |                |
| Trener pionira                          | Jakša Krstulović |                |
| Trener mlađih pionira                   | Ervin Boban      |                |
| Trener početnika                        | Siniša Šegović   |                |
| Trener početnika                        | Dragan Mitić     |                |

## Zanimljivosti

### Gradski rivali
- U prvim danima Anarha najžešći klupski protivnik Anarhovaca bio je autonomaški nogometni klub Edera. Nogometne utakmice često su prerastale u fizičke obračune, u kojima su znali sudjelovati i roditelji igrača.
- Prvo organizirano nogometno natjecanje iza 1. svjetskog rata bilo je Prvenstvo splitskog nogometnog podsaveza, održano 1920. godine. Osvojio ga je nogometni klub Jug – sljednik Anarha, (i jedan od prethodnika današnjeg Splita). Pobijedio je, među ostalima i svog najvećeg splitskog rivala – Hajduka, rezultatom 1:0.
- Sve svoje prvoligaške utakmice "Split" je kao domaćin igrao na Hajdukovom igralištu.
- U dvije svoje poslijeratne prvoligaške sezone RNK Split se četiri puta sastajao s Hajdukom. Na svim utakmicama na Hajdukovom Starom placu, navijači Splita bili su na sjeveru, a Hajdukovi na "svom" Istoku.
- U prijateljskoj utakmici NK Hajduk – RNK Split održanoj 22. siječnja 1984. na pomoćnom igralištu Hajduka pred 5000 gledatelja, tadašnji trećeligaš Split pobijedio je jakoga Hajduka rezultatom 1:0. Hajduk je te godine bio jesenski prvak 1. savezne lige i polufinalist kupa UEFA, a Split se te godine (1983./84.) kvalificirao u 2. saveznu ligu.
- Prijateljska utakmica održana u Parku mladeži 2. veljače 1995. između Splita i Hajduka (tada četvrtfinalist Lige prvaka) završila je rezultatom 4:1 u korist Crvenih.

### Neuspjela ekspedicija za Španjolsku
- Za vrijeme španjolskog građanskog rata klub je organizirao neuspjelu ekspediciju dobrovoljaca za borbu na strani antifašističke koalicije protiv Franca. U to vrijeme je u Splitu, u organizaciji KPJ za Dalmaciju, na čelu bio Vicko Jelaska, kojeg staljinizirano rukovodstvo KPJ nije podnosilo jer je on u biti bio anarhosindikalist. Nisu ga tek tako mogli izbaciti iz partije jer je bio iznimno popularan među radnicima Splita i Kaštela. Dok je on još bio čelnik partije, KPJ je u Dalmaciji organizirala jednu akciju u kojoj je unajmljen jedan francuski parobrod koji je ispred Kotora na moru, trebao pokupiti oko 150 dragovoljaca za Španjolsku a koji bi kaićima i barkama došli do tog broda. No akcija je bila provaljena od strane policije i nije uspjela. Moguće je da se radi o istoj akciji jer su za Jelaske anarhisti i komunisti u Splitu usko surađivali.[razjasniti]|  | Ovaj članak ili dio članka nije pokriven izvorima. Pomozite Wikipediji navođenjem odgovarajućih knjiga, članaka u časopisima ili internetskih stranica. ||  | Ovaj članak ili odlomak mogao bi sadržavati originalne ideje ili plodove originalnog istraživačkog rada, što bitno umanjuje njegovu nepristranost. (Rasprava) Vidi: Wikipedija:Bez vlastitog istraživanja |

### Američka podružnica
- U američkom gradu Chicagu osnovan je 1920. godine nogometni klub Jug. Osnovali su ga iseljeni Splićani po uzoru na splitski klub. Više puta bio je prvak Chicaga, a 1934. umalo je postao prvak SAD-a. S Jugom i nasljednim klubovima (Borac, Split...) održavao je prisne veze. Prestao je postojati 1938. godine.

### "Crvena noć"
- Prvi svečani "Jugov ples", organiziran od strane kluba JNSK Jug 14. veljače 1920. godine, održan je u kavani Troccoli (restoran Central na Pjaci). Na plakatu koji na tu Jugovu svečanost poziva radnike, težake i ljubitelje športa stoji i da je za muškarce ulaznica 15 kruna, a za žene 5 kruna.
- Karnevalski klupski ples JŠK Split bio je prvo veliko okupljanje pod novim imenom. Održan je 15. veljače 1930.

### Uskrsne čajanke
- U godinama prije Drugog svjetskog rata tadašnji RNK Split priređivao je u svojim klupskim prostorijama svoju tradicionalnu Uskrsnu čajanku. Čajanke bi se održavale u oba dana Uskrsa, kao i na Uskrsni ponedjeljak. Nastupao je i jazz-sastav svirajući uskrsne šlagere.

### Knjige o RNK Split
- Splitski novinar Mario Garber napisao je knjigu o RNK Split pod imenom "Crveni Split".
- Splitski novinar Milorad Bibić Mosor napisao je knjigu o RNK Split pod imenom "Split je prva liga".
- Počasni predsjednik Žarko Mihaljević napisao je dvije knjige o RNK Split i to: "Split na moj način" i "Jedan Split, a više imena".

### Klupski listovi
- Tijekom svoga djelovanja klub je izdavao i klupske novine pod nazivom "Split". Prvi broj izašao je u mjesecu ožujku 1959. godine i u početku je izlazio kao dvomjesečnik. Kasnije, izdavan je u puno dužim perodima. Izdano je ukupno 45 brojeva toga glasila. Zadnji broj pojavio se u siječnju 1988. godine.
- Nakon više od dva desetljeća pokrenut je novi list koji prati zbivanja u klubu i oko njega – "Splitovac". Prvi broj lista izdan je u svibnju 2003. godine, a izdavač mu je Društvo prijatelja NK Split. Do sada je izašlo pet brojeva.
- U rujnu 2009. izašao je prvi broj navijačkog lista "Crveni đavoli". List prati aktualne događaje oko istoimene Splitove navijačke grupe, kao i aktualnosti u klubu i njegovoj povijesti.

### Poznati treneri – bivši Splitovci
- Četiri poznata trenera koji su bili nogometaši Splita su Tomislav Ivić, Ante Mladinić, Stanko Poklepović i Mirko Jozić.
- Split je dobivao i igračku pomoć od Hajduka, pa su tako dres crvenih nosili Jurica Jerković, Šime Luketin, Aljoša Asanović i Tonči Gabrić.

## Prvoligaški Split
U dvije prvoligaške sezone RNK Split odigrao je 48 utakmica i postigao sljedeći učinak:

Sezona 1957./58.
26 12 01 13 35:42 25  

- Splita je kod kuće gledalo 97.000 gledatelja (u prosjeku 7500). Najveći interes izazvale su utakmice protiv Partizana i C. zvezde, po 12.000 gledatelja, te protiv Hajduka i Željezničara, po 9000.
- Na gostovanjima Splita je gledalo 136.000 gledatelja (u prosjeku 10.500). Najveći broj gledatelja bio je u Subotici protiv Spartaka – 18.000, te C. zvezda 17.000 i Vardar 16.000.
- Najviše prvenstvenih utakmica – svih 26 (+ 2 kvalifikacijske za opstanak) odigrali su Blaž Granić, Ante Pletikosić i Mario Duplančić.
- Najbolji strijelac Splita bio je Zdravko Alujević s 10 postignutih golova.

Sezona 1960./61.
22 05 06 11 29:48 16
- Kod kuće je Splita gledalo ukupno 87.000 gledatelja (u prosjeku 8000), najviše protiv Partizana – 14.000 i Dinama – 12.000.
- U gostima je zabilježeno sveukupno 119.000 posjetitelja (prosjek 11.000). Najveći interes Split je pobudio u Skoplju protiv Vardara – 18.000, te protiv Dinama i Partizana – po 12.000 gledatelja.
- Najviše prvenstvenih utakmica odigrao je Marin Županov – svih 22.
- Najbolji strijelac Splita bio je Tonči Gulin s 13 postignutih pogodaka.

Igrači koji su igrali najviše prvoligaških utakmica:
- Mario Duplančić – 47
- Ante Pletikosić – 47
- Tomislav Ivić – 42
- Blaž Granić – 28
- Boris Krstulović – 26
- Joško Sisgoreo – 25
- Pero Alfirević – 23

Najbolji strijelci Splita u Prvoj ligi:
- Tonči Gulin – 13
- Zdravko Alujević – 12
- Leo Dadić – 6
- Mario Duplančić – 6
- Davor Benčić – 4
- Branko Kraljević – 4

## Poznate postave Splita
- Sezona 1920.

Brajević, Bego, Benevolli, Finci, Ivančić, Kesić, Madirazza, Malada, Martić, Vukasović, Zlodre-Kefer.
Još su igrali: Stude, Maričić, Katavić, Antonini, Zavoreo, Zlodre, Prvan, Kovačević, Ninčević, Milić, D. Vlak, M. Vlak.
Trener: 
- Sezona 1933.

Martinić, Fradelić, Matošić, Belotti, Srdelić, Blašković, Zuić, Šore, Krulz, Paniko, Ninčević.
Još su igrali: Čezo, Kuljiš, Čulić, Milutin, Anić, Ružić, Tolić, V. Šore, Antonini, T.Tomić, Lin, A. Tomić, Žuvić.
Trener: Ante Blažević i.s.
- Sezona 1957./58.

Mrduljaš, Granić, Pletikosić, Duplančić, B.Krstulović, Alfirević, Alujević, Mladinić, Ninčević, Ivić, Dumanić.
Još su igrali: Franulović, Vidović, Viđak, Grubić, Berković, Benčić, Sisgoreo, Baranović, Borović, Meštrović, Čelan, Poklepović, Gulin, Banić. 

Trener: Luka Kaliterna
- Sezona 1960./61.

Vukasović, Sisgoreo, Boban, Duplančić, Pletikosić, Ivić, Dadić, S.Krstulović, Gulin, Kraljević, Županov.
Još su igrali: Franulović, Poklepović, B. Krstulović, Čelan, Bubić, Ferić,  Pleško. 

Trener: Frane Matošić
- Sezona 1984./85.

Gabrić, N. Vukašin, Pekas, Jelavić, Plazibat, Borozan, Runjić, Čakić, Janković, Obilinović, Bogdanović.
Još su igrali: Pauk, Čakar, Klarić, Pastar, Burić, Vulas, M. Vukašin, Poklepović, Zorica, Franić, Srdarev, Znaor.
Trener: Milan Viđak
- Sezona 1992./93.

Bilić, Mladinić, Bančić, Čutuk, Jurić, Kukoč, Perković, Pralija, Filipović, Matić, Krstulović.
Još su igrali: Bulat, Ivčević, Mitić, Bašić, Škarica, Škopljanac, Šećer, Šabašov, Javorčić, Tonković, Pirija, Šegović, Zlopaša.
Trener: Milo Nižetić
- Sezona 1997./98.

Varvodić, Milinović, Nazor, Poljak, Bašić, Žilić, Huljev, Matulović, Zrilić, N. Jović, D. Jović. 

Još su igrali: Kovačević, Medvid, Pešić, Babić, Karabatić, Certa, Vučković, Jakirović, Paleka, Budanović, Roglić, Pivčević.
Trener: Drago Čelić
- Sezona 2009./10.

Vuković, Pirić, Šimić, Rašić, Milović, Radnić, Serdarušić, Lojić, Žužul, A. Vitaić, Parać. 

Još su igrali: Zagorac, Gruica, Mandarić, Miljak, Jurić, Puljiz, Erceg, Borozan, Surać, Barač, Grizelj, F. Vitaić, Tešija, Ćapin.
Trener: Tonči Bašić

## Klupski uspjesi
- Prvenstvo Republike Hrvatske

- Trećeplasirani (1): 2010./11.

- Hrvatski nogometni kup

- Finalisti (1): 2014./15.

- 2. savezna liga SFRJ

- Prvak (2): 1956./57., 1959./60. (Zapad)

- Hrvatska republička nogometna liga

Prvak (1): 1983./84. (Jug)
- 2. HNL

- Prvak (3): 1996./97. (Jug), 1997./98. (Jug), 2009./10.

- 3. HNL – Jug

- Prvak (1): 2008./09. (Jug)

- 4. HNL

- Prvak (1): 2007./08. (Jug)

### Mlađe kategorije

#### Juniori

##### Kup Hrvatske
- pobjednik: 1993./94.,[7] 2010./11.[7]

### Pioniri

#### Ostali turniri
- Nogometni turnir "Tonći Boban Bebi" – 
  - pobjednik: 2016.[8][9][10][11]
  - drugoplasirani:
  - trećeplasirani:

- 4. međunarodni nogometni turnir – Ploče 2019. – 1. mjesto (U-13)[12]
- Povodom 100. rođendana NK DOŠK, u Drnišu je odigran nogometni turnir za dječake rođene 2006. godine (U-13) – 2. mjesto[13]
- Međunarodni nogometni turnir Makarska Cup – 1. mjesto (U-14)[14]
- 13. (dječji) nogometni turnir "Kup Sv. Jurja-Vis 2019." – 1. mjesto (B momčad)[15]
- 13. (dječji) nogometni turnir "Kup Sv. Jurja-Vis 2019." – 2. mjesto (A momčad)[15]
- Nike Cup Split – 2015. – 1. mjesto[16]

## Uspjesi u prvenstvima
- 1920.
- 1920./21.
- 1921.
- 1921./22.
- 1922./23.
- 1923.
- 1924.
- 1925.
- 1926.
- 1927.
- 1928.
- 1929.
- 1930.
- 1931.
- 1932.
- 1933.
- 1934.
- 1935.
- 1936.
- 1937.
- 1937./38.
- 1938./39.
- 1939./40.
- 1940./41.
- 1946.
- 1946./47.
- 1947./48.
- 1950.
- 1951.
- 1952.
- 1952./53.
- 1953./54.
- 1954./55.
- 1955./56.
- 1956./57.
- 1957./58.
- 1958./59.
- 1959./60.
- 1960./61.
- 1961./62.
- 1962./63.
- 1963./64.
- 1964./65.
- 1965./66.
- 1966./67.
- 1967./68.
- 1968./69.
- 1969./70.
- 1970./71.
- 1971./72.
- 1972./73.
- 1973./74.
- 1974./75.
- 1975./76.
- 1976./77.
- 1977./78.
- 1978./79.
- 1979./80.
- 1980./81.
- 1981./82.
- 1982./83.
- 1983./84.
- 1984./85.
- 1985./86.
- 1986./87.
- 1987./88.
- 1988./89.
- 1989./90.
- 1990./91.
- 1992.
- 1992./93.
- 1993./94.
- 1994./95.
- 1995./96.
- 1996./97.
- 1997./98.
- 1998./99.
- 1999./00.
- 2000./01.
- 2001./02.
- 2002./03.
- 2003./04.
- 2004./05.
- 2005./06.
- 2006./07.
- 2007./08.
- 2008./09.
- 2009./10.
- 2010./11.
- 2011./12.
- 2012./13.
- 2013./14.
- 2014./15.
- 2015./16.
- 2016./17.
- 2017./18.
- 2018./19.
- 2019./20.
- 2020./21.
- 2021./22.
- 2022./23.
- 2023./24.
- 2024./25.

## Nastupi u završnicama kupa

### Kup maršala Tita
1954.
- osmina završnice: Split – Radnički Beograd 0:0 (4:2 11 m)
- četvrtina završnice: Partizan Beograd –  Split 7:2

1957./58.
- osmina završnice: Split – Maribor 4:1
- četvrtina završnice: Split – Velež Mostar 1:3

1959./60.
- šesnaestina završnice: Elektrostroj Zagreb – Split 4:0

1960./61.
- šesnaestina završnice: Split – Sarajevo 3:2 (prod.)
- osmina završnice: Split – Beograd 1:0
- četvrtina završnice: Sloboda Tuzla – Split 1:4
- poluzavršnica: Vardar – Split 5:2

1961./62.
- šesnaestina završnice: Split – Radnički Niš 2:0
- osmina završnice: Dinamo Zagreb – Split 3:0

1963./64.
- šesnaestina završnice: Split – Hajduk 0:1

1970./71.
- šesnaestina završnice: Split – Hajduk 1:2

1971./72.
- šesnaestina završnice: Split – Hajduk 1:6

1972./73.
- šesnaestina završnice: Split – FK Spartak Subotica 1:0
- osmina završnice: Split – Hajduk 0:5

### Hrvatski nogometni kup
1992./93.
- šesnaestina završnice: Hajduk – Split 0:3
- uzvratna utakmica:  Split – Hajduk 0:4

1997./98.
- pretkolo:  Split – Marsonia Slavonski Brod 2:1
- šesnaestina završnice:  Dilj – Split 2:1

1999./2000.
- pretkolo:  Split – TŠK Topolovac 3:2
- šesnaestina završnice:  Split – Marsonia 0:4

2008./2009.
- županijski kup
- 1. kolo:
- 2. kolo:Jadran (Kaštel-Sućurac) 1:1 (0:0), jedanaesterci 2:4 (26. veljače)[17]
- 3. kolo:
- poluzavršnica: Split – Val 4:0 (0:0)
- završnica: Split – Zmaj (Makarska) 3:1 (1:0) (10. lipnja)[18]

2009./10.
- pretkolo:  Bjelovar – Split 0:1
- šesnaestina završnice:  Split – Slaven Belupo 0:2
- županijski kup
- poluzavršnica: Mosor (Žrnovnica) – Split 1:3 (1:2) (28. travnja)[19]
- završnica: Hrvace – Split 2:1 (0:1) (19. svibnja)[20]

2010./11.
- županijski kup
- 1. kolo: (slobodan)[21]
- 2. kolo: Split – Primorac 1929 (Stobreč) 4:0 (1:0)[22]
- 3. kolo: OSK – Split 0:2 (0:0)[23] (15. ožujka)
- poluzavršnica: Imotski – Split 1:3 (1:1)[24] (10. svibnja)
- završnica: Dugopolje – Split 1:1 (0:1), jedanaesterci 4:5 (24. svibnja)[25] (pobjednici)

2011./12.
- Hrvatski nogometni kup
- pretkolo: Marsonia 1909 – Split 1:2 (0:1)[26] (23. kolovoza)
- 1/16 završnice: Split – Segesta 5:0 (2:0)[27]
- 1/8 završnice: Zagreb – Split 2:1 (2:0) (25. listopada)[28]

- županijski kup
- pretkolo: Uskok – Split 0:1 (0:0) (13. ožujka)[29]
- 1. kolo: slobodni[30]
- 2. kolo: Postira – Split 1:6 (1:2) (28. ožujka)[31]
- 3. kolo: Split – Solin 1:1 (1:1), jedanaesterci 4:3 (17. svibnja 2012.)[32]
- poluzavršnica: Split – Mosor 2:0 (0:0), (14. kolovoza 2012.)[33]
- završnica: Hrvace – Split 0:3 (0:1); igralo se u 21. kolovoza 2012. Hrvacama (pobjednici)[34]

Izborili su sudjelovanje u Hrvatskom kupu 2012./2013. godine.
2012./13.
- 1. pretkolo: Virovitica – Split[35]

- županijski kup
- 1. kolo: Orkan – Split[36] 0:0 (2:4), igrano na pom. terenu u Dugopolju[37]
- 2. kolo: Mračaj – Split 0:0 (j. 4:5)[38]
- četvrtzavršnica: Hrvace – Split 1:1 (0:0) (j. 3:4)[39]

2013./14.
- nisu izborili nastup u završnom dijelu

- županijski kup
- 1. kolo: Hvar – Split 0:4[40][41] (0:3)[42]
- 2. kolo: Jadran (Supetar) – Split[41] 0:3 (0:1)[43]
- četvrtzavršnica: Primorac 1929 (Stobreč) – Split[44] 0:2 (0:1)[45]
- poluzavršnica: Solin – Split 0:1 (0:1)[46]
- završnica: Hrvace – Split 1:6 (0:1)[47][48] (izborio pretkolo)

2014./15.
- četvrtfinale: RNK Split 1:0 NK Zadar, NK Zadar 1:4 RNK Split
- polufinale:HNK Hajduk 1:1 RNK Split, RNK Split 1:0 HNK Hajduk
- finale: GNK Dinamo 0:0 RNK Split (p:4:1)

- županijski kup
- 1. kolo: slobodan:[49]
- osmina završnice: Croatia (Zmijavci) – Split 0:2 (0:1)[50] (utakmica odigrana iz 5. pokušaja!)
- četvrtzavršnica: Split – Solin 2:0 (1:0)[51]
- poluzavršnica: OSK (Otok) – Split 3:3 (0:1) (j. 6:5)[52][53] (vodio 1:3 u 70. min; OSK pobjednik 1. ŽNL; Split ispao iz završnog dijela kupa za 2015./16.)

2015./16.
- nije izborio nastup u završnici

- županijski kup

## Split u europskim natjecanjima

### Europska liga
| 2011./12.              |  |                              |  |          |
| 2. pretkolo:           |  | Domžale – Split              |  | 1:2, 1:3 |
| 3. pretkolo:           |  | Split – Fulham (London)      |  | 0:0, 0:2 |
| 2014./15.              |  |                              |  |          |
| 1. pretkolo:           |  | Split – MIKA (Erevan)        |  | 2:0, 1:1 |
| 2. pretkolo:           |  | Split – Hapoel (Be'er Sheva) |  | 2:1, 0:0 |
| 3. pretkolo            |  | Split – Čornomorec (Odesa)   |  | 2:0, 0:0 |
| 4. pretkolo (play-off) |  | Split – Torino               |  | 0:0, 0:1 |

## Poznati igrači "Splita"
| Igrači Splita | Igrači Splita | Igrači Splita     | Igrači Splita                               | Igrači Splita    | Igrači Splita |
| Broj          | Država        | Igrač             | Vrijeme u Splitu                            | Nastupi (golovi) | Položaj       |
| ------------- | ------------- | ----------------- | ------------------------------------------- | ---------------- | ------------- |
|               |               | Marin Brajević    |                                             |                  | vratar        |
|               |               | Ante Zavoreo      |                                             |                  |               |
|               |               | Bartul Čulić      |                                             |                  | vratar        |
|               |               | Mario Krulz       |                                             |                  |               |
|               |               | Frane Dumanić     |                                             |                  |               |
| 1             |               | Josip Vidović     |                                             | 205              | vratar        |
| 1             |               | Tonči Gabrić      | 1979. – 1980. i 1983. – 1985.               |                  | vratar        |
| 4             |               | Mario Duplančić   |                                             | 157              | obrambeni     |
| 5             |               | Boris Krstulović  | ? – 1961.                                   | 187              | vezni         |
| 6             |               | Tonći Baranović   | 1953. – 1958.                               |                  | vezni         |
| 6             |               | Tomislav Ivić     |                                             | 125              | vezni         |
| 8             |               | Ante Mladinić     |                                             |                  | vezni         |
| 9             |               | Tonči Gulin       | 1956. – 1963.                               |                  | napadač       |
| 10            |               | Branko Kraljević  | 1955. – 1962., 1965. – 1966., 1968. – 1972. |                  | napadač       |
| 8             |               | Stanko Poklepović | ? – 1972.                                   |                  |               |
|               |               | Željko Sučić      |                                             |                  |               |
| 8             |               | Janko Janković    | 1984. – 1985.                               |                  |               |
| 9             |               | Igor Jelavić      | 1984. – 1985., 1994. – 1995.                |                  |               |
| 11            |               | Jozo Bogdanović   | 1978. – 1985.                               |                  | napadač       |
| 8             |               | Damir Burić Šolta | 1981. – 1988.                               |                  | vezni         |
| 11            |               | Ervin Boban       |                                             |                  | napadač       |
| 8             |               | Frane Obilinović  |                                             |                  | vezni         |
| 7             |               | Stipe Milardović  |                                             |                  | napadač       |
|               |               | Aljoša Asanović   | 1984.                                       |                  |               |
| 2             |               | Darko Butorović   | 1982. – 1992.                               |                  | desni branič  |
| 2             |               | Srđan Mladinić    | 1983. – 1993.                               |                  | stoper        |
| 8             |               | Nenad Pralija     | 1988. – 1993.                               |                  | vezni         |
| 7             |               | Ivica Vastić      | 1989. – 1991.                               | 33 (11)          | napadač       |
| 5             |               | Mate Plazibat     |                                             |                  | branič        |
|               |               | Ivica Križanac    | 2010. – 2016.                               |                  | branič        |
|               |               | Jurica Jerković   | 1967. – 1968.                               |                  | vezni         |
|               |               | Ante Rebić        | 2010. – 2013.                               | 57 (16)          | napadač       |

## Svi Splitovi predsjednici
| Vremensko razdoblje | Ime i prezime predsjednika | Uspjesi tijekom mandata               | Posebne napomene                 |
| ------------------- | -------------------------- | ------------------------------------- | -------------------------------- |
| 1912.               | Šimun Rosandić             | osnivač Anarha, prvi trener           | HRSK Anarh                       |
| 1912. – 1913.       | Leone Altaras              |                                       | HRSK Anarh                       |
| 1913. – 1914.       | Šimun Rosandić             |                                       | HRSK Anarh                       |
| 1919. – 1921.       | Vjekoslav Ožegović         | Jug osvojio prvo prvenstvo SNP        | RNK Anarh i JSNK Jug             |
| 1921. – 1923.       | Luka Burić                 |                                       | JSNK Jug, JSK Slavija, JSK Split |
| 1923. – 1924.       | Ante Jelić                 |                                       | JSK Split                        |
| 1924. – 1928        | Luka Burić                 |                                       | JSK Borac                        |
| 1928.               | Vicko Prkušić              |                                       | RŠK Borac                        |
| 1928.               | Šime Mrduljaš              |                                       | RŠK Borac                        |
| 1928. – 1932.       | Blaž Duplančić             | tri puta predsjednik                  | GŠD Dalmacija, HAŠK, JŠK Split   |
| 1932. – 1935.       | Bogoljub Čurić             | izborena Nacionalna liga (1. liga)    | JŠK Split                        |
| 1935. – 1936.       | Ivo Antičević              |                                       | JRSK Split                       |
| 1936. – 1939.       | Vicko Sumić                |                                       | JRSK Split                       |
| 1939. – 1941.       | dr. Petar Nisiteo          | prvenstvo Banovine Hrvatske (1. liga) | RSK Split                        |
| 1941.               | Andrija Križević           |                                       | RSK Split                        |
| 1945. – 1946.       | Marin Krstulović           |                                       | FD Split                         |
| 1946. – 1947.       | Marko Šore                 | fuzija s Gusarom                      | FD Split                         |
| 1947. – 1949.       | Umbert Fabris              | fuzija s Hajdukom                     | FD Hajduk                        |
| 1949. – 1952.       | Paško Mijan                |                                       | SD Vicko Krstulović              |
| 1952. – 1953.       | Jordan Prkušić             |                                       | SD Arsenal, RSD Split            |
| 1953. – 1954.       | Ante Jurjević Baja         |                                       | RSD Split                        |
| 1954. – 1956.       | Ante Jelović               |                                       | RSD Split                        |
| 1956. – 1958.       | Jordan Prkušić             | izborena 1. savezna liga              | RSD Split                        |
| 1959. – 1962.       | Paško Mijan                | izborena 1. savezna liga              | RNK Split                        |
| 1962. – 1964.       | Ante Kragić – Brika        |                                       | RNK Split                        |
| 1964. – 1965.       | Milan Antončić             |                                       | RNK Split                        |
| 1965. – 1975.       | Milivoj Lalin              | najduže bio predsjednik               | RNK Split                        |
| 1976. – 1980.       | Marin Bakica               |                                       | RNK Split                        |
| 1980. – 1982.       | Branko Filipović           |                                       | RNK Split                        |
| 1982. – 1986.       | Žarko Mihaljević           | izborena 2. savezna liga              | RNK Split                        |
| 1986. – 1987.       | Mario Krželj               |                                       | RNK Split                        |
| 1987 – 1989.        | Dušan Sušak                |                                       | RNK Split                        |
| 1989. – 1990.       | Ante Erceg                 |                                       | RNK Split                        |
| 1990.               | Goran Tomić                |                                       | RNK Split                        |
| 1990. – 1991.       | Marin Bakica               |                                       | RNK Split                        |
| 1991.               | Miro Dundić                |                                       | NK Split                         |
| 1992.               | Ivica Gabrić               |                                       | NK Split                         |
| 1993.               | Zlatan Bašić               |                                       | NK Split                         |
| 1993. – 1994.       | Ivo Bučan                  |                                       | NK Split                         |
| 1994. – 2002.       | Mladen Perišić             |                                       | NK Split                         |
| 2002.               | Milan Lozina               |                                       | NK Split                         |
| 2002. – 2008.       | Ivan Sunara s.u.           | stečajni upravitelj                   | NK Split                         |
| 2008. – 2009.       | Ante Mrkonjić              | stečajni upravitelj                   | NK Split                         |
| 2009. – ...         | Slaven Žužul               | izborena 1. Hrvatska liga             | RNK Split                        |

## Počasni predsjednici Splita
| Dodijeljeno priznanje kluba | Ime i prezime predsjednika | Priznanje kluba dodijeljeno godine |
| --------------------------- | -------------------------- | ---------------------------------- |
| počasni predsjednik         | Vicko Krstulović           | 1949.                              |
| počasni predsjednik         | Ante Zorislav Roso         | 1994.                              |
| počasni predsjednik         | Žarko Mihaljević           | 2010.                              |

## Vanjske poveznice
- Službena web-stranica  Arhivirana inačica izvorne stranice od 22. srpnja 2014. (Wayback Machine)
- Profil, HNS Semafor
- Nogometni leksikon
- Povijest Radničkog nogometnog kluba "Split"  Arhivirana inačica izvorne stranice od 14. studenoga 2019. (Wayback Machine)
- Nogometni savez županije Splitsko-dalmatinske
- Hrvatski Nogometni Savez središte Split  Arhivirana inačica izvorne stranice od 17. kolovoza 2010. (Wayback Machine)
- Slobodna Dalmacija  U NOB-u poginulo 120 splitovaca